# Zlatý kanár
Zlatý kanár, oficiálním názvem OKsystem Zlatý kanár, je anketa a tenisová sportovní cena, kterou pořádá český sportovní magazín Tenis ve spolupráci s Českým tenisovým svazem, o nejlepší české tenisty uplynulého kalendářního roku. Hlasování se účastní čeští tenisoví odborníci, trenéři a funkcionáři, společně se sportovními novináři a sponzory. Generálním partnerem je česká softwarová firma OKsystem.
Jediným šestinásobným vítězem ankety je Jiří Novák, následován pěti trofejemi Tomáše Berdycha a čtyřmi Jany Novotné. Dvěma vítěznými kolektivy se staly daviscupový a fedcupový tým.  V prosinci 2024 proběhlo dvacáté třetí vyhlášení v Přerově, v hale SK Start Přerov. Hlavní kategorii podruhé vyhrála wimbledonská šampionka Barbora Krejčíková, která navázala na triumf z ročníku 2021.

## Historie
| Místo předávání cen |           |
| 1993–1999           | Prostějov |
| 2000–2019           | Přerov    |
| 2020                | Praha     |
| 2021                | Prostějov |
| 2022–               | Přerov    |

Myšlenka na vznik české tenisové ankety se konkretizovala v roce 1992, v období rozpadu československé federace a vzniku samostatné České republiky. Zakladateli projektu se stali bývalý šéf Rady Českého tenisového svazu Ladislav Langr, člen tenisového svazu Josef Šlajs a vlastníci magazínu Tenis, kteří navázali spolupráci s prostějovským oddílem TenisKomerc Prostějov, zejména s manažerem Miroslavem Černoškem. Autorem původních hliněných cen, ve formě vypálených kanárů s glazurou, se stal posluchač Umprumu David Exner. V roce 1998 začaly být udělovány trofeje ze sklářské dílny Zdeňka Kunsta ze Světlé nad Sázavou.
Premiérový ročník se konal v prosinci 1993, kdy se galavečer uskutečnil v prostějovském Národním domě. Ačkoli se nejlepším hráčem stal Petr Korda, hlavní ocenění Zlatý kanár pro nejlepšího tenistu přebral Karel Nováček, když se klíčovým faktorem stal absolutní součet hlasů ze všech kategorií. Nováčkovi tak vítězství umožnil zápočet bodů z kategorie Playboy českého tenisu a k triumfu uvedl: „První můžete být jen jednou a jsem šťastný, že jsem to právě já. Anketa Zlatý kanár je výborný nápad a že se navíc první tituly udělovaly v roce oslav sta let českého tenisu, o to má pro mě tahle trofej větší význam.“ Systém kumulace bodů ze všech kategorií byl následně zrušen. Mezi tenistkami v úvodním ročníku triumfovala Helena Suková.
V roce 2000 se udílení cen po sedmi letech přemístilo z Prostějova do Přerova.
Slavnostní vyhlášení vítězů 19. ročníku ankety mělo proběhnout 22. prosince 2011 v Přerově pod záštitou prezidenta republiky Václava Klause, jenž opakovaně předával hlavní cenu a který se v roce 2011 stal i prezidentem I. ČLTK Praha. V důsledku státního smutku a státního pohřbu Václava Havla však byla ceremonie přeložena na únor 2012.
Prezident Českého tenisové svazu Ivo Kaderka anketu charakterizoval slovy: „Anketa je kusem historie českého tenisu, je zmapováním toho, co se mu v jednotlivých [letech] podařilo a kdo patřil k nejlepším. Je to dokonalý pohled do tenisového zrcadla, slavnostní večer je vyvrcholením sezóny, svátkem, na který se vždycky moc těším.“
V důsledku vládních opatření proti koronavirové pandemii proběhlo v roce 2020 vyhlášení v barrandovském studiu stanice Nova Sport 1 namísto plánovaného galavečera v Přerově.

## Kategorie
Anketa je vyhlašována ve 12 kategoriích.

### Aktuální kategorie
- Nejlepší český tenista Zlatý Kanár (od 1993)
- Nejlepší český hráč (od 1993)
- Nejlepší česká hráčka (od 1993)
- Postup na žebříčku ATP (od 1993)
- Postup na žebříčku WTA (od 1993)
- Talent roku – chlapci (od 1993)
- Talent roku – dívky (od 1993)
- Vozíčkář roku (od 1997)
- Tým roku (od 2000)
- Deblista/deblistka/deblový pár roku (od 2001)
- Cena Českého tenisového svazu[a] (od 2017)
- Senior roku (od 2022)

### Zaniklé kategorie
- Miss českého tenisu (1993–1996)
- Playboy českého tenisu (1993–1996)
- Trenér roku (1997)

Vysvětlivky
1. ↑  Do roku 2023 pod názvem Cena prezidenta ČTS

## Zlatý kanár
| Vítězové Zlatého kanára | Vítězové Zlatého kanára | Vítězové Zlatého kanára | Vítězové Zlatého kanára   | Vítězové Zlatého kanára |
| Ročník                  | Ročník                  | vítěz                   | oddíl                     | hlavní výkon v sezóně |
| ----------------------- | ----------------------- | ----------------------- | ------------------------- | --- |
| 1.                      | 1993                    | Karel Nováček           | TK Prostějov              | vítěz Dubai Tennis Championships |
| 2.                      | 1994                    | Jana Novotná            | TK Prostějov              | semifinalistka dvouhry a vítězka čtyřhry US Open, deblová finalistka Wimbledonu a Turnaje mistryň |
| 3.                      | 1995                    | Jana Novotná (2)        | TK Prostějov              | vítězka čtyřhry Wimbledonu a Turnaje mistryň |
| 4.                      | 1996                    | Jana Novotná (3)        | TK Prostějov              | finalistka čtyřhry US Open a Turnaje mistryň |
| 5.                      | 1997                    | Petr Korda              | TK Slavia Pilsner Urquell | vítěz Stuttgart Masters a semifinalista Grand Slam Cupu |
| 6.                      | 1998                    | Jana Novotná (4)        | TK SEZOOZ Prostějov       | vítězka dvouhry Wimbledonu vítězka čtyřhry French Open, Wimbledonu a US Open světová jednička ve čtyřhře a dvojka ve dvouhře                                                                                      |
| 7.                      | 1999                    | Jiří Novák              | TK Agrofert Prostějov     | osmifinalista US Open finalista čtyř deblových turnajů včetně Monte-Carlo Masters |
| 8.                      | 2000                    | Jiří Novák (2)          | TK Agrofert Prostějov     | semifinalista Canada Masters vítěz tří deblových turnajů včetně Stuttgart Masters světová desítka na konečném žebříčku čtyřhry                                                                                    |
| 9.                      | 2001                    | Jiří Novák (3)          | TK Agrofert Prostějov     | vítěz BMW Open a Swiss Open vítěz čtyřhry na Miami Masters a Canada Masters deblový finalista ve Wimbledonu světová osmička na konečném žebříčku čtyřhry                                                          |
| 10.                     | 2002                    | Jiří Novák (4)          | TK Agrofert Prostějov     | semifinalista Australian Open, finalista Madrid Open a Vienna Open finalista čtyř deblových turnajů včetně US Open světová sedmička na konečném žebříčku                                                          |
| 11.                     | 2003                    | Jiří Novák (5)          | TK Česká sportovní        | vítěz Swiss Open, finalista Dubai Open a Shanghai Open semifinalista Paris Masters |
| 12.                     | 2004                    | Jiří Novák (6)          | TK Agrofert Prostějov     | vítěz Japan Open a Swiss Indoors vítěz čtyřhry na Stuttgart Open |
| 13.                     | 2005                    | Tomáš Berdych           | TK Česká sportovní        | vítěz Paris Masters a finalista Swedish Open |
| 14.                     | 2006                    | Tomáš Berdych (2)       | TK Česká sportovní        | finalista Halle Open a Mumbai Open |
| 15.                     | 2007                    | Tomáš Berdych (3)       | TK Agrofert Prostějov     | vítěz Halle Open, semifinalista Monte-Carlo Masters čtvrtfinalista Wimbledonu |
| 16.                     | 2008                    | Tomáš Berdych (4)       | TK Agrofert Prostějov     | vítěz Japan Open, finalista Swedish Open semifinalista Miami Masters |
| 17.                     | 2009                    | Daviscupový tým         | —                         | finalista Davis Cupu |
| 18.                     | 2010                    | Tomáš Berdych (5)       | TK Agrofert Prostějov     | finalista Wimbledonu a Miami Masters světová šestka na konečném žebříčku |
| 19.                     | 2011                    | Petra Kvitová           | TK Agrofert Prostějov     | vítězka Wimbledonu, Madrid Open, Brisbane International šampionka Turnaje mistryň, Open GDF Suez, Linz Open a Fed Cupu světová dvojka na konečném žebříčku                                                        |
| 20.                     | 2012                    | Daviscupový tým (2)     | —                         | vítěz Davis Cupu |
| 21.                     | 2013                    | Daviscupový tým (3)     | —                         | vítěz Davis Cupu |
| 22.                     | 2014                    | Petra Kvitová (2)       | TK Agrofert Prostějov     | vítězka Wimbledonu, Wuhan Open, Connecticut Open finalistka China Open a vítězka Fed Cupu světová čtyřka na konečném žebříčku                                                                                     |
| 23.                     | 2015                    | Fedcupový tým           | —                         | vítěz Fed Cupu |
| 24.                     | 2016                    | Fedcupový tým (2)       | —                         | vítěz Fed Cupu |
| 25.                     | 2017                    | Karolína Plíšková       | TK Sparta Praha           | vítězka Brisbane International, Qatar Open a Eastbourne International semifinalitka French Open, Turnaje mistryň, Indian Wells Open, Miami Open první česká světová jednička ve dvouhře žen                       |
| 26.                     | 2018                    | Fedcupový tým (3)       | —                         | vítěz Fed Cupu |
| 27.                     | 2019                    | Barbora Strýcová        | TK Sparta Praha           | vítězka čtyřhry a semifinalistka dvouhry Wimbledonu konečná světová jednička ve čtyřhře |
| 28.                     | 2020                    | Petra Kvitová (3)       | TK Sparta Praha           | finalistka Qatar Open a semifinalistka French Open světová osmička na konečném žebříčku |
| 29.                     | 2021                    | Barbora Krejčíková      | Tenis Ivančice            | vítězka dvouhry i čtyřhry French Open a mixu Australian Open, olympijská vítězka ve čtyřhře, deblová šampionka Turnaje mistryň, světová jednička ve čtyřhře a trojka ve dvouhře                                   |
| 30.                     | 2022                    | Kateřina Siniaková      | TK Sparta Praha           | vítězka čtyřhry Australian Open, Wimbledonu, US Open finalistka čtyřhry Turnaje mistryň, vítězka dvouhry Portorož Open konečná světová jednička ve čtyřhře kariérní grandslam, Zlatý Slam a Super Slam ve čtyřhře |
| 31.                     | 2023                    | Markéta Vondroušová     | I. ČLTK Praha             | vítězka Wimbledonu, světová sedmička na konečném žebříčku |
| 32.                     | 2024                    | Barbora Krejčíková (2)  | Tenis Ivančice            | vítězka Wimbledonu, semifinalistka Turnaje mistryň světová desítka na konečném žebříčku |

## Celkové výsledky

### 1993
- Zlatý kanár: Karel Nováček (TK Prostějov)
- Nejlepší český hráč: Petr Korda (SK Slavia Praha)
- Nejlepší česká hráčka: Helena Suková
- Postup na žebříčku ATP: Ctislav Doseděl (TK Přerov ESTA)
- Postup na žebříčku  WTA: Radka Bobková (PSK Olymp Praha)
- Talent roku – chlapci: Jiří Novák (TK Prostějov)
- Talent roku – dívky: Eva Martincová (TK Přerov ESTA)
- Miss českého tenisu: Kateřina Kroupová (TK Přerov ESTA)
- Playboy českého tenisu: Karel Nováček (TK Prostějov)[7]

### 1994

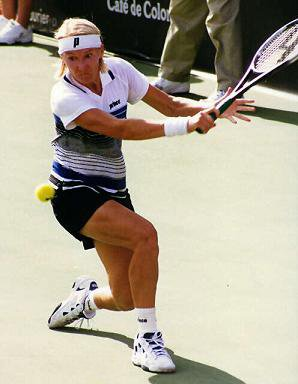
Wimbledonská šampionka Jana Novotná se stala absolutní vítězkou Zlatého kanára čtyřikrát

- Zlatý kanár: Jana Novotná (TK Prostějov)
- Nejlepší český hráč: Karel Nováček (TK Prostějov)
- Nejlepší česká hráčka: Jana Novotná (TK Prostějov)
- Postup na žebříčku ATP: Ctislav Doseděl (TK Přerov ESTA)
- Postup na žebříčku WTA: Petra Langrová (TK Prostějov)
- Talent roku – chlapci: Michal Tabara (TK Prostějov)
- Talent roku – dívky: Jitka Schönfeldová (SK Slavia Praha)
- Miss českého tenisu: Sandra Kleinová (LTC Česká pojišťovna)
- Playboy českého tenisu: Martin Damm (I. ČLTK Praha)[7]

### 1995
- Zlatý kanár: Jana Novotná (TK Prostějov)
- Nejlepší český  hráč: Bohdan Ulihrach (PSK Olymp Praha)
- Nejlepší česká hráčka: Jana Novotná (TK Prostějov)
- Postup na žebříčku ATP: Bohdan Ulihrach (PSK Olymp Praha)
- Postup na žebříčku WTA: Sandra Kleinová (LTC Česká pojišťovna)
- Talent roku – chlapci: Michal Tabara (TK Prostějov)
- Talent roku – dívky: Jana Mačurová (Sokol Nučice)
- Miss českého tenisu: Ludmila Richterová (I. ČLTK Praha)
- Playboy českého tenisu: Karel Nováček (TK Prostějov)[7]

### 1996
- Zlatý kanár: Jana Novotná (TK Prostějov)
- Nejlepší český hráč: Petr Korda (bez klubové příslušnosti)
- Nejlepší česká hráčka: Jana Novotná (TK Prostějov)
- Postup na žebříčku ATP: Jiří Novák (TK Prostějov)
- Postup na žebříčku WTA: Petra Langrová (TK Prostějov)
- Talent roku – chlapci: Michal Tabara (TK Prostějov)
- Talent roku – dívky: Denisa Chládková (I. ČLTK Praha)
- Miss českého tenisu: Sandra Kleinová  (I. ČLTK  Praha)
- Playboy českého tenisu: Martin Damm (I. ČLTK Praha)[7]

### 1997
- Zlatý kanár: Petr Korda (TK Slavia Pilsner Urquell)
- Nejlepší český hráč: Petr Korda (TK Slavia Pilsner Urquell)
- Nejlepší česká hráčka: Jana Novotná (TK Prostějov)
- Postup na žebříčku ATP: Petr Korda (TK Slavia Pilsner Urquell)
- Postup na žebříčku WTA: Sandra Kleinová (I. ČLTK Praha)
- Talent roku – chlapci: Robin Vik (TK SEZOOZ Prostějov)
- Talent roku – dívky: Dája Bedáňová (TK SEZOOZ Prostějov)
- Trenér roku: Jaroslav Navrátil (TK SEZOOZ Prostějov)
- Nejlepší tenista na vozíčku: Miroslav Brychta (TC Brno)[7]

### 1998
- Zlatý kanár: Jana Novotná (TK SEZOOZ Prostějov)
- Nejlepší český hráč: Petr Korda (TK  SEZOOZ  Prostějov)
- Nejlepší česká hráčka: Jana Novotná (TK SEZOOZ Prostějov)
- Postup na žebříčku ATP: Tomáš Zíb (PSK Olymp Praha)
- Postup na žebříčku WTA: Květoslava Hrdličková (TK Neridé)
- Talent roku – chlapci: Jaroslav Levinský (TK SEZOOZ Prostějov)
- Talent roku – dívky: Dája Bedáňová (TK SEZOOZ Prostějov)
- Nejlepší tenista na vozíčku: Miroslav Brychta (TC Brno)[7]

### 1999

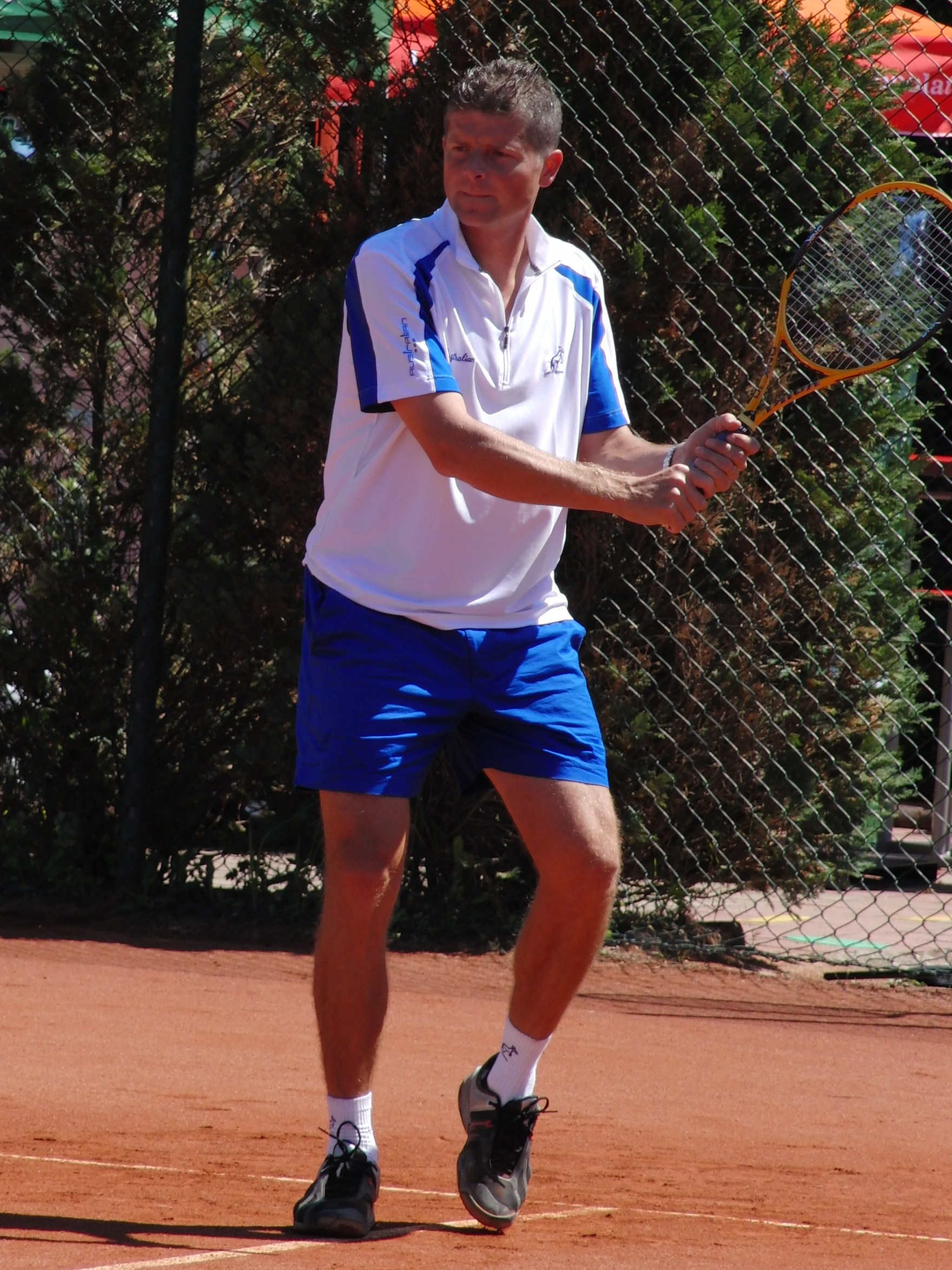
Jiří Novák se stal držitelem rekordních šesti Zlatých kanárů, navíc bez přerušení

- Zlatý kanár: Jiří Novák  (TK Agrofert Prostějov)
- Nejlepší český hráč: Jiří Novák (TK Agrofert Prostějov)
- Nejlepší česká hráčka: Květoslava Hrdličková (TK Neridé)
- Postup na žebříčku ATP: Petr Kralert (TK Sparta Praha)
- Postup na žebříčku WTA: Denisa Chládková (PSK Olymp Praha)
- Talent roku – chlapci: Tomáš Berdych (TK Agrofert Prostějov)
- Talent roku – dívky: Petra Cetkovská (TK Agrofert Prostějov)
- Nejlepší tenista na vozíčku: Miroslav Brychta (TC Brno)[7]

### 2000
- Zlatý kanár: Jiří Novák  (TK Agrofert Prostějov)
- Nejlepší český hráč: Jiří Novák (TK Agrofert Prostějov)
- Nejlepší česká hráčka: Dája Bedáňová (TK Agrofert Prostějov)
- Postup na žebříčku ATP: Jiří Vaněk (TK Sparta Praha)
- Postup na žebříčku WTA: Dája Bedáňová (TK Agrofert Prostějov)
- Talent roku – chlapci: Ivo Minář (I. ČLTK Praha)
- Talent roku – dívky: Barbora Strýcová (TK Slavia Pilsner Urquell)
- Tým roku:  mistryně světa do 16 let (Petra Cetkovská (TK Agrofert Prostějov), Ema Janásková  (TK Přerov ESTA), Eva Birnerová (TK Slavia PU Plzeň), nehrající kapitán David Kotyza)
- Nejlepší tenista na vozíčku: Miroslav Brychta (TC Brno)[7]

### 2001
- Zlatý kanár: Jiří Novák (TK Agrofert Prostějov), 91 hlasů (ze 118 možných)
(2. místo Dája Bedáňová (20), 3. místo Bohdan Ulihrach (2))
- Nejlepší český hráč: Jiří Novák (TK Agrofert Prostějov)
- Nejlepší česká hráčka: Dája Bedáňová (TK Agrofert Prostějov)
- Postup na žebříčku ATP: Jiří Vacek (I. ČLTK Praha)
- Postup na žebříčku WTA: Dája Bedáňová (TK Agrofert Prostějov)
- Talent roku – chlapci: Tomáš Berdych (TK Agrofert Prostějov)
- Talent roku – dívky: Lucie Šafářová (TK Agrofert Prostějov)
- Deblista roku: David Rikl (TK Agrofert Prostějov)
- Deblistka roku: Květa Hrdličková (TK Neridé)
- Deblový pár: Jiří Novák a David Rikl
- Tým roku: Juniorky do 16 let (Petra Cetkovská, Barbora Strýcová, Lucie Šafářová)
- Tenista na vozíčku: Miroslav Brychta (Tenis centrum Brno)[29]

### 2002
- Zlatý kanár: Jiří Novák (TK Agrofert Prostějov)
- Nejlepší český hráč: Jiří Novák (TK Agrofert Prostějov)
- Nejlepší česká hráčka: Dája Bedáňová (TK Agrofert Prostějov)
- Postup na žebříčku ATP: Radek Štěpánek (TK Agrofert Prostějov)
- Postup na žebříčku WTA: Libuše Průšová (TK Slavia Pilsner Urquell)
- Talent roku – chlapci: Dušan Lojda (TK Agrofert Prostějov)
- Talent roku – dívky: Lucie Šafářová (TK Agrofert Prostějov)
- Deblista roku: Radek Štěpánek (TK Agrofert Prostějov)
- Deblistka roku: Barbora Strýcová (TK Slavia Pilsner Urquell)
- Debl roku: Jiří Novák a Radek Štěpánek (TK Agrofert Prostějov)
- Tým roku: Daviscupový tým
- Nejlepší tenista na vozíčku: Miroslav Brychta (TC Brno)[7]

### 2003
- Zlatý kanár: Jiří Novák (TK Česká sportovní)
- Nejlepší český hráč: Jiří Novák (TK Česká sportovní)
- Nejlepší česká hráčka: Denisa Chládková (I. ČLTK Praha)
- Postup na žebříčku ATP: Tomáš Berdych (TK Česká sportovní)
- Postup na žebříčku WTA: Klára Koukalová (TK Česká sportovní)
- Talent roku – chlapci: Michal Konečný (TK Agrofert Prostějov)
- Talent roku – dívky: Nicole Vaidišová (TK Sparta Praha)
- Deblista roku: David Rikl (TK Agrofert Prostějov)
- Deblistka roku: Renata Voráčová (TK Agrofert Prostějov)
- Debl roku: Martin Damm (I. ČLTK Praha) a Cyril Suk (TK Česká sportovní)
- Tým roku: Daviscupový tým
- Nejlepší tenisté na vozíčku: Miroslav Brychta, Michal Stefanu, Dalibor Potůček, trenér Jakub Vurm[7]

### 2004
- Zlatý kanár: Jiří Novák (TK Agrofert Prostějov), 133 hlasů (ze 135 možných)
(2. místo Nicole Vaidišová a Tomáš Berdych (oba 1))
- Nejlepší český hráč: Jiří Novák (TK Agrofert Prostějov)
- Nejlepší česká hráčka: Nicole Vaidišová (TK Sparta Praha)
- Postup na žebříčku ATP: Tomáš Berdych (TK Česká Sportovní)
- Postup na žebříčku WTA: Nicole Vaidišová (TK Sparta Praha)
- Talent roku – chlapci: Dušan Lojda (TK Agrofert Prostějov)
- Talent roku – dívky: Nicole Vaidišová  (TK Sparta Praha)
- Deblistka roku: Libuše Průšová (TK Valašské Meziříčí)
- Debl roku: Martin Damm a Cyril Suk
- Tým roku: Juniorský tým do 16 let (Lojda, Navrátil, Zeman, kapitán Kunst)
- Tenista na vozíčku: Miroslav Brychta (CT Brno)[30][7]

### 2005

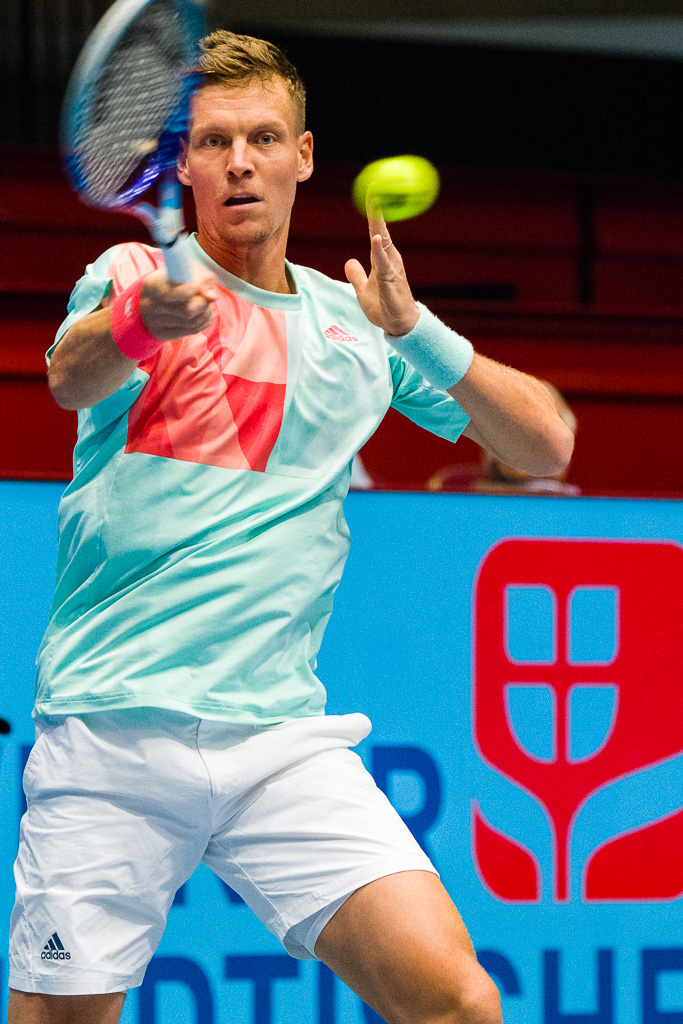
Dvojnásobný daviscupový vítěz a wimbledonský finalista Tomáš Berdych se nejlepším českým tenistou stal pětkrát, což jej řadí na druhé místo statistik

- Zlatý kanár: Tomáš Berdych (TK Česká sportovní)
- Nejlepší český hráč: Tomáš Berdych (TK Česká sportovní)
- Nejlepší česká hráčka: Nicole Vaidišová (TK Sparta Praha)
- Postup na žebříčku ATP: Robin Vik (TK Slavia Pilsner Urquell)
- Postup na žebříčku WTA: Lucie Šafářová (TK Agrofert Prostějov)
- Talent roku – chlapci: Radim Urbánek (TK Agrofert Prostějov),
- Talent roku – dívky: Kateřina Vaňková (TK Sparta Praha)
- Deblista roku: Leoš Friedl (Spartak Jihlava)
- Deblistka roku: Květoslava Peschkeová (TK Neridé)
- Deblový pár roku: František Čermák (I. ČLTK Praha) a Leoš Friedl (Spartak Jihlava)
- Tým roku: družstvo juniorů České republiky do 16 let  (M. Konečný (TK Agrofert Prostějov),  R. Jebavý  (ČLTK Bižuterie Jablonec), J. Košler (I. ČLTK Praha), kapitán M. Vojáček)
- Nejlepší tenista na vozíčku: družstvo České republiky (M. Brychta, M. Stefanu, M. Kubát)[7]

### 2006
- Zlatý kanár: Tomáš Berdych (TK Česká sportovní)
- Nejlepší český hráč: Tomáš Berdych (TK Česká sportovní)
- Nejlepší česká hráčka: Nicole Vaidišová (TK Sparta Praha)
- Postup na žebříčku ATP: Jan Hájek (TK Česká sportovní)
- Postup na žebříčku WTA: Nicole Vaidišová (TK Sparta Praha)
- Talent roku – chlapci: Adam Pavlásek (TK Agrofert Prostějov)
- Talent roku – dívky: Petra Kvitová (TK Agrofert Prostějov)
- Deblista roku: Martin Damm (I. ČLTK Praha)
- Deblistka roku: Květoslava Peschkeová (TK  Neridé)
- Deblový pár roku: Lukáš Dlouhý a Pavel Vízner (TK Neridé)
- Tým roku: Daviscupový tým
- Nejlepší tenista na vozíčku: Miroslav Brychta (CT Brno)

### 2007
- Zlatý kanár: Tomáš Berdych (TK Agrofert Prostějov), 134 hlasů (ze 157možných)
(2. místo Nicole Vaidišová (17), 3. místo Radek Štěpánek (4))
- Nejlepší český hráč: Tomáš Berdych (TK Agrofert Prostějov)
- Nejlepší česká hráčka: Nicole Vaidišová (TK Sparta Praha)
- Postup na žebříčku ATP: Ivo Minář (I. ČLTK Praha)
- Postup na žebříčku WTA: Lucie Šafářová  (TK Agrofert Prostějov)
- Talent roku – chlapci: Jiří Veselý (TK Agrofert Prostějov)
- Talent roku – dívky: Petra Kvitová (TK Agrofert Prostějov)
- Deblista roku: Pavel Vízner (TK Neridé)
- Deblistka roku: Květa Peschkeová (TK Neridé)
- Deblový pár: Lukáš Dlouhý a Pavel Vízner (TK Neridé)
- Tým roku: Daviscupový tým
- Tenista na vozíčku: Miroslav Brychta (Tenis centrum Brno)[31][7]

### 2008
- Zlatý kanár: Tomáš Berdych (TK Agrofert Prostějov), 144 hlasů (ze 160 možných)
(2. místo Radek Štěpánek  (11), 3. místo Petra Kvitová (3))
- Nejlepší český hráč: Tomáš Berdych
- Nejlepší česká hráčka: Iveta Benešová
- Postup na žebříčku ATP: Ivo Minář
- Postup na žebříčku WTA: Petra Kvitová
- Talent roku – chlapci: Radim Urbánek
- Talent roku – dívky: Klára Kopřivová
- Deblista roku: Lukáš Dlouhý
- Deblistka roku: Květa Peschkeová
- Tým roku: Daviscupový tým
- Tenista na vozíčku: Miroslav Brychta[32]

### 2009
- Zlatý kanár: Daviscupový tým, 132 hlasů (ze 174 možných)
(2. místo Radek Štěpánek (35), 3. místo Tomáš Berdych (6))
- Nejlepší český hráč: Radek Štěpánek
- Nejlepší česká hráčka: Lucie Šafářová
- Postup na žebříčku ATP: Jan Hájek
- Postup na žebříčku WTA: Lucie Hradecká
- Talent roku – chlapci: Jiří Veselý
- Talent roku – dívky: Petra Rohanová
- Deblista roku: Lukáš Dlouhý,
- Deblistka roku: Barbora Záhlavová-Strýcová
- Deblový pár roku: Tomáš Berdych a Radek Štěpánek
- Tým roku: Daviscupový tým
- Tenista na vozíčku: Miroslav Brychta[33]

### 2010
- Zlatý kanár: Tomáš Berdych (TK Agrofert Prostějov), 187 hlasů (ze 187 možných)
- Nejlepší český hráč: Tomáš Berdych (TK Agrofert Prostějov)
- Nejlepší česká hráčka: Petra Kvitová (TK Agrofert Prostějov)
- Postup na žebříčku ATP: Jaroslav Pospíšil (TK Agrofert Prostějov)
- Postup na žebříčku WTA: Petra Kvitová (TK Agrofert Prostějov)
- Talent roku – chlapci: Adam Pavlásek (TK Agrofert Prostějov)
- Talent roku – dívky: Kateřina Siniaková (TK Sparta Praha)
- Deblista roku: Lukáš Dlouhý (TK Agrofert Prostějov)
- Deblistka roku: Květa Peschkeová (TK Neridé)
- Deblový pár roku: Tomáš Berdych a Radek Štěpánek
- Tým roku: Daviscupový tým
- Tenista na vozíčku: Michal Stefanu (Centrum tenisu na vozíku Náchod)[34]

### 2011

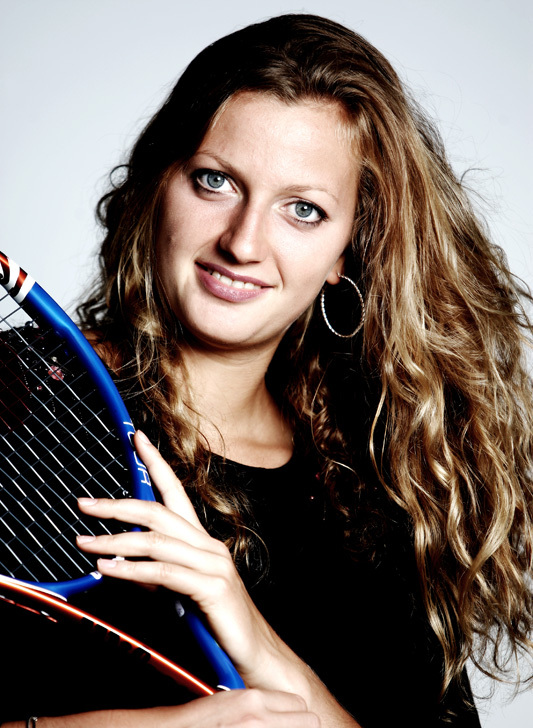
Petra Kvitová si první celkové vítězství připsala během sezóny, v níž vyhrála Wimbledon, Turnaj mistryň i Fed Cup, do něhož nastupovala jako jednička českého týmu

- Zlatý kanár: Petra Kvitová (TK Agrofert Prostějov), 176 hlasů (ze 176 možných)
- Nejlepší český hráč: Tomáš Berdych (TK Agrofert Prostějov), 176
- Nejlepší česká hráčka: Petra Kvitová TK Agrofert Prostějov), 176
- Postup na žebříčku ATP: Lukáš Rosol (TK Precolor Plus Přerov), 98
- Postup na žebříčku WTA: Petra Cetkovská (TK Agrofert Prostějov), 101
- Talent roku – chlapci: Patrik Rikl (TK Sparta Praha), 77
- Talent roku – dívky: Barbora Krejčíková (TK Agrofert Prostějov), 91
- Deblista roku: František Čermák (TK Sparta Praha), 156
- Deblistka roku: Květa Peschkeová (TK Neridé), 152
- Deblový pár roku: Lucie Hradecká (I. ČLTK Praha) a Andrea Hlaváčková (TK Neridé), 133
- Tým roku: Fedcupový tým, 176
- Tenista na vozíčku: Miroslav Brychta (Centrum tenisu na vozíku, Brno)[35]

### 2012
- Zlatý kanár: Daviscupový tým 144 hlasů (ze 175 možných)
(2. místo Tomáš Berdych (22), 3. místo Radek Štěpánek (5))
- Nejlepší český hráč: Tomáš Berdych (TK Agrofert Prostějov), 173
- Nejlepší česká hráčka: Petra Kvitová TK Agrofert Prostějov), 173
- Postup na žebříčku ATP: Jiří Veselý (TK Agrofert Prostějov), 134
- Postup na žebříčku WTA: Lucie Šafářová (TK Agrofert Prostějov), 112
- Talent roku – chlapci: Pavel Štaubert (TK Sparta Praha), 64
- Talent roku – dívky: Kateřina Siniaková (TK Sparta Praha), 139
- Deblista roku: Radek Štěpánek (TK Sparta Praha), 175
- Deblistka roku: Lucie Hradecká (I. ČLTK Praha), 93
- Deblový pár roku: Lucie Hradecká (I. ČLTK Praha) a Andrea Hlaváčková (TK Neridé), 143
- Tým roku: Daviscupový tým, 163
- Tenista na vozíčku: Miroslav Brychta (Centrum tenisu na vozíku, Brno)[36]

### 2013
- Zlatý kanár: Daviscupový tým, 124 hlasů (ze 191 možných)
(2. místo Tomáš Berdych (54), 3. místo Radek Štěpánek (4))
- Nejlepší český hráč: Tomáš Berdych (TK Agrofert Prostějov), 191
- Nejlepší česká hráčka: Petra Kvitová (TK Agrofert Prostějov), 191
- Postup na žebříčku ATP: Jiří Veselý (TK Agrofert Prostějov), 174
- Postup na žebříčku WTA: Kateřina Siniaková (TK Sparta Praha), 156
- Talent roku – chlapci: Patrik Rikl (TK Sparta Praha), 129
- Talent roku – dívky: Markéta Vondroušová (I. ČLTK Praha), 119
- Deblista roku: Radek Štěpánek (TK Sparta Praha), 190
- Deblistka roku: Lucie Hradecká (I. ČLTK Praha), 113
- Deblový pár roku: Tomáš Berdych (TK Agrofert Prostějov) a Radek Štěpánek (TK Sparta Praha), 131
- Tým roku: Daviscupový tým, 190
- Tenista na vozíčku: Petr Utíkal (Centrum tenisu na vozíku, Brno)[37]

### 2014

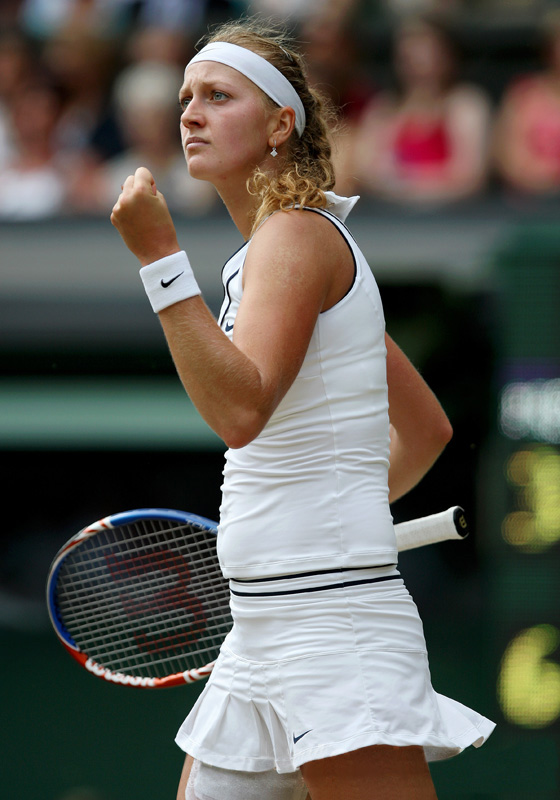
Druhé vítězství Petry Kvitové se váže k jejímu druhém wimbledonskému titulu, jehož zisk se stal jedním z nejdominantnějších v celé historii Wimbledonu

- Zlatý kanár: Petra Kvitová, 172 hlasů (ze 188 možných)
(2. místo fedcupový tým (12), 3. místo Tomáš Berdych (2))
- Nejlepší český hráč: Tomáš Berdych (TK Agrofert Prostějov)
- Nejlepší česká hráčka: Petra Kvitová (TK Agrofert Prostějov)
- Postup na žebříčku ATP: Lukáš Rosol (TK Sparta Praha)
- Postup na žebříčku WTA: Karolína Plíšková (TK Sparta Praha)
- Talent roku – chlapci: Tomáš Jiroušek (TK Neridé)
- Talent roku – dívky: Markéta Vondroušová (I. ČLTK Praha)
- Deblista roku: Radek Štěpánek (TK Sparta Praha)
- Deblistka roku: Květa Peschkeová (TK Neridé)
- Tým roku:  Fedcupový tým
- Tenista na vozíčku: Michal Stefanu (Centrum tenisu na vozíku, Brno)[40]

### 2015
- Zlatý kanár: Fedcupový tým, 165 hlasů (z 203 možných)
- Nejlepší český hráč: Tomáš Berdych (TK Agrofert Prostějov)
- Nejlepší česká hráčka: Petra Kvitová (TK Agrofert Prostějov)
- Postup na žebříčku ATP: Jiří Veselý (TK Agrofert Prostějov)
- Postup na žebříčku WTA: Karolína Plíšková (TK Sparta Praha)
- Talent roku – chlapci: David Rikl (TK Sparta Praha)
- Talent roku – dívky: Markéta Vondroušová (I. ČLTK Praha)
- Deblista roku: Lucie Šafářová (TK Agrofert Prostějov)
- Tým roku:  Fedcupový tým (Kvitová, Šafářová, Karolína Plíšková, Strýcová, Hradecká, Smitková, Allertová, kapitán Pála)
- Tenista na vozíčku: Petr Utíkal (Centrum tenisu na vozíku, Brno)[41]

### 2016

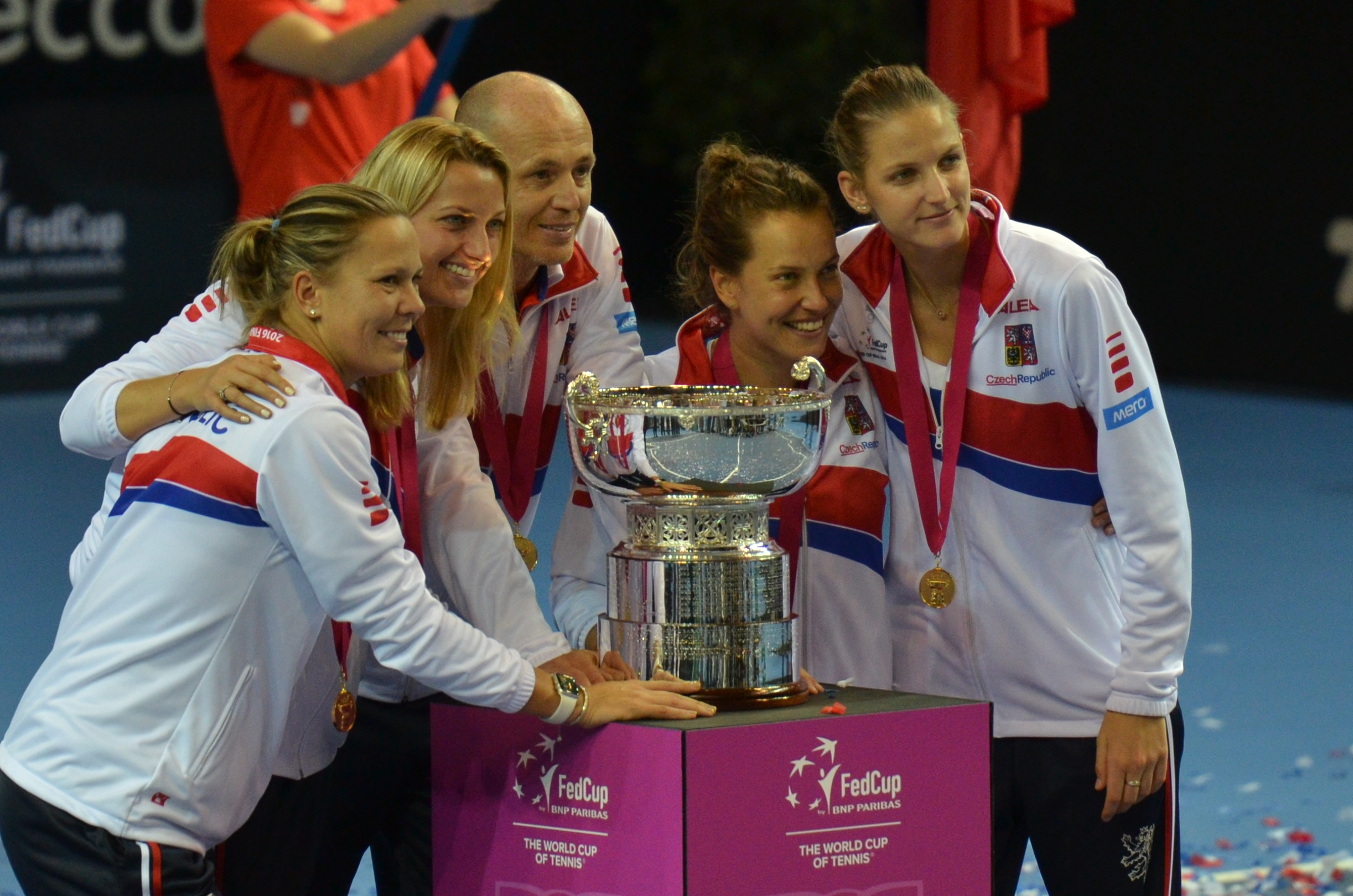
Poté, co v roce 2016 vybojoval český fedcupový tým pátý titul za předchozích šest ročníků soutěže, obhájil celkové vítězství v anketě Zlatý kanár

- Zlatý kanár: Fedcupový tým, 126 hlasů (ze 185 možných)
- Nejlepší český hráč: Tomáš Berdych (TK Agrofert Prostějov)
- Nejlepší česká hráčka: Karolína Plíšková (TK Sparta Praha)
- Postup na žebříčku ATP: Adam Pavlásek (TK Agrofert Prostějov)
- Postup na žebříčku WTA: Barbora Strýcová  (TK Sparta Praha)
- Talent roku – chlapci: Dalibor Svrčina (TK Agrofert Prostějov)
- Talent roku – dívky: Denisa Hindová (I. ČLTK Praha)
- Deblista roku: Lucie Šafářová (TK Agrofert Prostějov)
- Tým roku:  Fedcupový tým (Kvitová, Karolína Plíšková, Strýcová, Hradecká, Allertová, kapitán Pála)
- Tenista na vozíčku: Ladislava Pořízková (Centrum tenisu na vozíku, Praha)[1]

### 2017

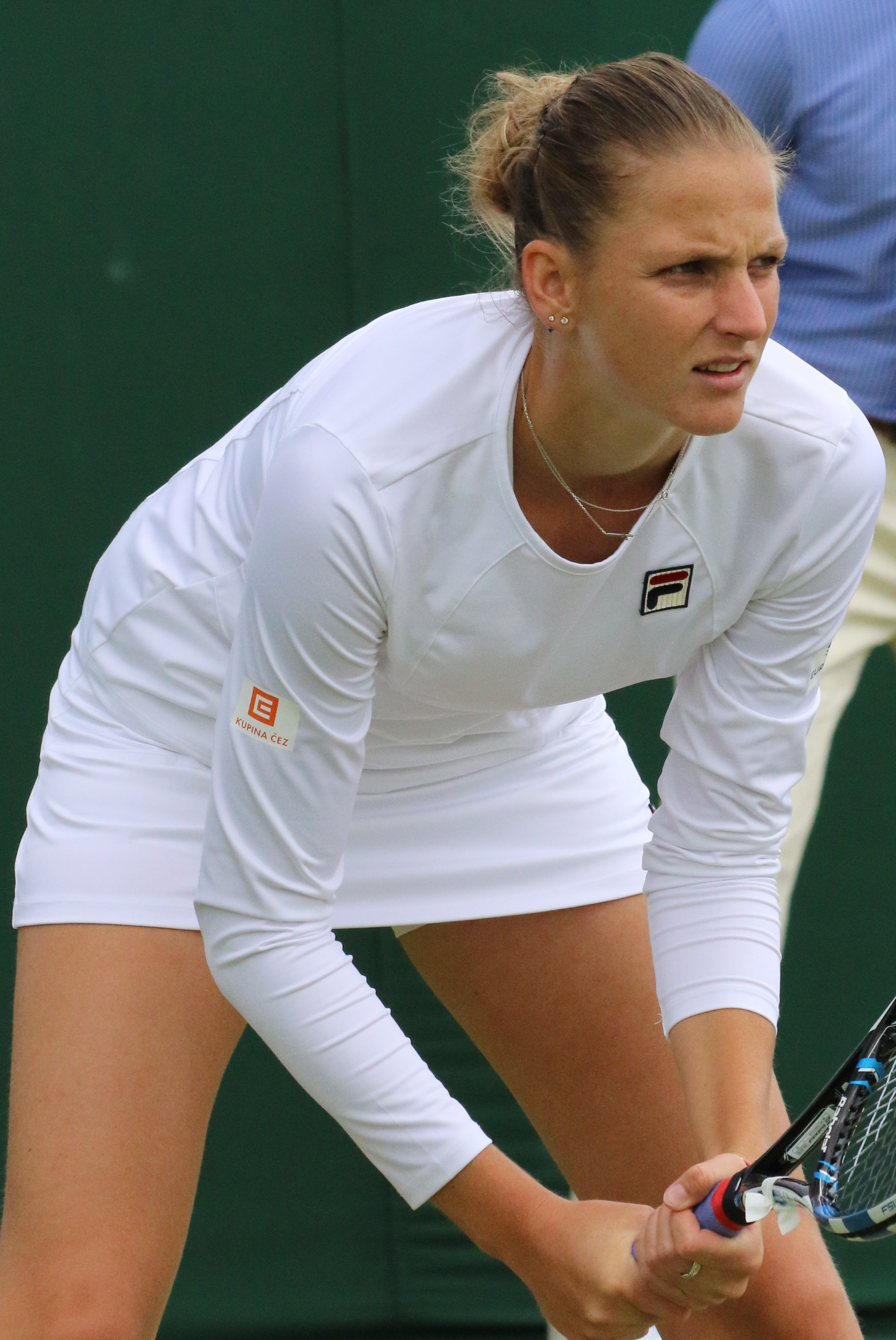
Karolína Plíšková se v letní části sezóny 2017 stala první českou světovou jedničkou v ženské dvouhře a premiérově získala cenu pro nejlepšího českého tenistu

- Zlatý kanár: Karolína Plíšková (TK Sparta Praha), 180 hlasů (ze 190 možných)
- Nejlepší český hráč: Tomáš Berdych (TK Agrofert Prostějov)
- Nejlepší česká hráčka: Karolína Plíšková (TK Sparta Praha)
- Postup na žebříčku ATP: Václav Šafránek (TK Agrofert Prostějov)
- Postup na žebříčku WTA: Markéta Vondroušová (I. ČLTK Praha)
- Talent roku – chlapci: Dalibor Svrčina (TK Agrofert Prostějov)
- Talent roku – dívky: Linda Fruhvirtová (TK Sparta Praha)
- Deblista/deblistka roku: Lucie Šafářová (TK Agrofert Prostějov)
- Tým roku: Družstvo chlapců do 16 let (Dalibor Svrčina, Jonáš Forejtek, Andrew Paulson, kapitán Josef Čihák)
- Tenista na vozíčku: Michal Stefanu (Centrum tenisu na vozíku Brno)[42]
- Cena prezidenta svazu: Jana Novotná (in memoriam)[42][43]

### 2018
- Zlatý kanár: Fedcupový tým, 141 hlasů (ze 187 možných)
- Nejlepší český hráč: Tomáš Berdych (TK Agrofert Prostějov)
- Nejlepší česká hráčka: Petra Kvitová (TK Agrofert Prostějov)
- Postup na žebříčku ATP: Lukáš Rosol (TK Sparta Praha)
- Postup na žebříčku WTA: Kateřina Siniaková (TK Sparta Praha)
- Talent roku – chlapci: Dalibor Svrčina (TK Agrofert Prostějov)
- Talent roku – dívky: Linda Nosková (TK Precheza Přerov)
- Deblový pár roku: Barbora Krejčíková (TK Precheza Přerov), Kateřina Siniaková
- Tým roku:  Fedcupový tým (Kvitová, Karolína Plíšková, Siniaková, Strýcová, Šafářová, Krejčíková, kapitán Pála)
- Tenista na vozíčku: Tomáš Svášek (TK Brandýs nad Labem)
- Cena prezidenta svazu: Igor Moška (sekretář Slovenského tenisového svazu), Jan Stočes (trenér Lukasze Kubota), Jiří Vojzol (sportovní fotograf, in memoriam).[23][44]

### 2019

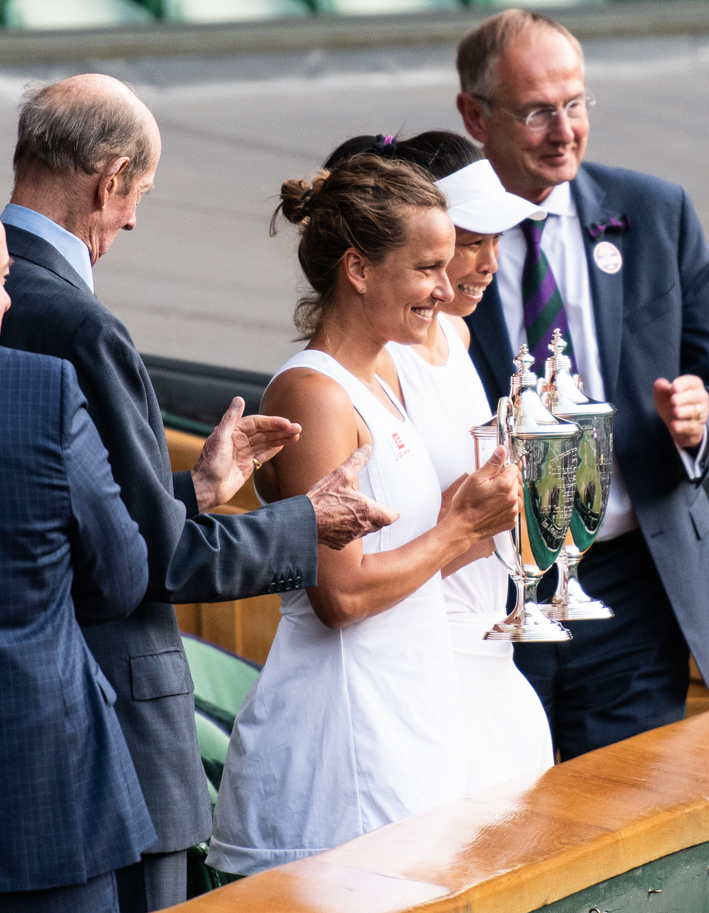
Wimbledonský deblový triumf učinil z Barbory Strýcové světovou jedničku ve čtyřhře. Ve wimbledonské dvouhře si navíc zahrála první singlové semifinále na majorech, čímž se stala nejstarší debutantkou v této fázi grandslamu.

- Zlatý kanár: Barbora Strýcová (TK Sparta Praha), 84 hlasů (ze 176 možných)
- Nejlepší český hráč: Tomáš Berdych (TK Agrofert Prostějov)
- Nejlepší česká hráčka: Karolína Plíšková (TK Sparta Praha)
- Postup na žebříčku ATP: Jonáš Forejtek (TK Škoda Plzeň)
- Postup na žebříčku WTA: Karolína Muchová (I. ČLTK Praha)
- Talent roku – chlapci: Vojtěch Petr (TK Na Dolině)
- Talent roku – dívky: Linda Fruhvirtová (TK Sparta Praha)
- Deblový pár roku: Barbora Krejčíková (TK Precheza Přerov), Kateřina Siniaková (TK Sparta Praha)
- Tým roku: dívčí tým ČR do 14 let (mistryně světa) – Linda a Brenda Fruhvirtovy (TK Sparta Praha), Nikola Bartůňková (I. ČLTK Praha), kapitán Tomáš Josefus
- Tenista na vozíčku: Michal Stefanu (Centrum tenisu na vozíku, Brno)
- Cena prezidenta svazu: Vladislav Šavrda, Mojmír Krupa, Leoš Fiala.[24]

### 2020
- Zlatý kanár: Petra Kvitová (TK Sparta Praha)
- Nejlepší český hráč: Jiří Veselý (TK Agrofert Prostějov)
- Nejlepší česká hráčka: Petra Kvitová
- Postup na žebříčku ATP: Tomáš Macháč (TK Sparta Praha)
- Postup na žebříčku WTA: Barbora Krejčíková (Tenis Ivančice)
- Deblistka roku: Barbora Strýcová (TK Sparta Praha)
- Tým roku: Daviscupový tým (Jiří Veselý, Lukáš Rosol, Zdeněk Kolář, Vít Kopřiva a Jonáš Forejtek, kapitán Jaroslav Navrátil)
- Talent roku – chlapci: Vojtěch Petr (TK Na Dolině)
- Talent roku – dívky: Sára Bejlek (TK Agrofert Prostějov)
- Nejlepší tenista na vozíčku: Michal Stefanu (Centrum tenisu na vozíku, Brno)
- Cena prezidenta ČTS: Vojtěch Flégl (bývalý tenista, promotér českého tenisu) a Pavel Kováč (masér českých tenisových národních týmů).[25]

### 2021

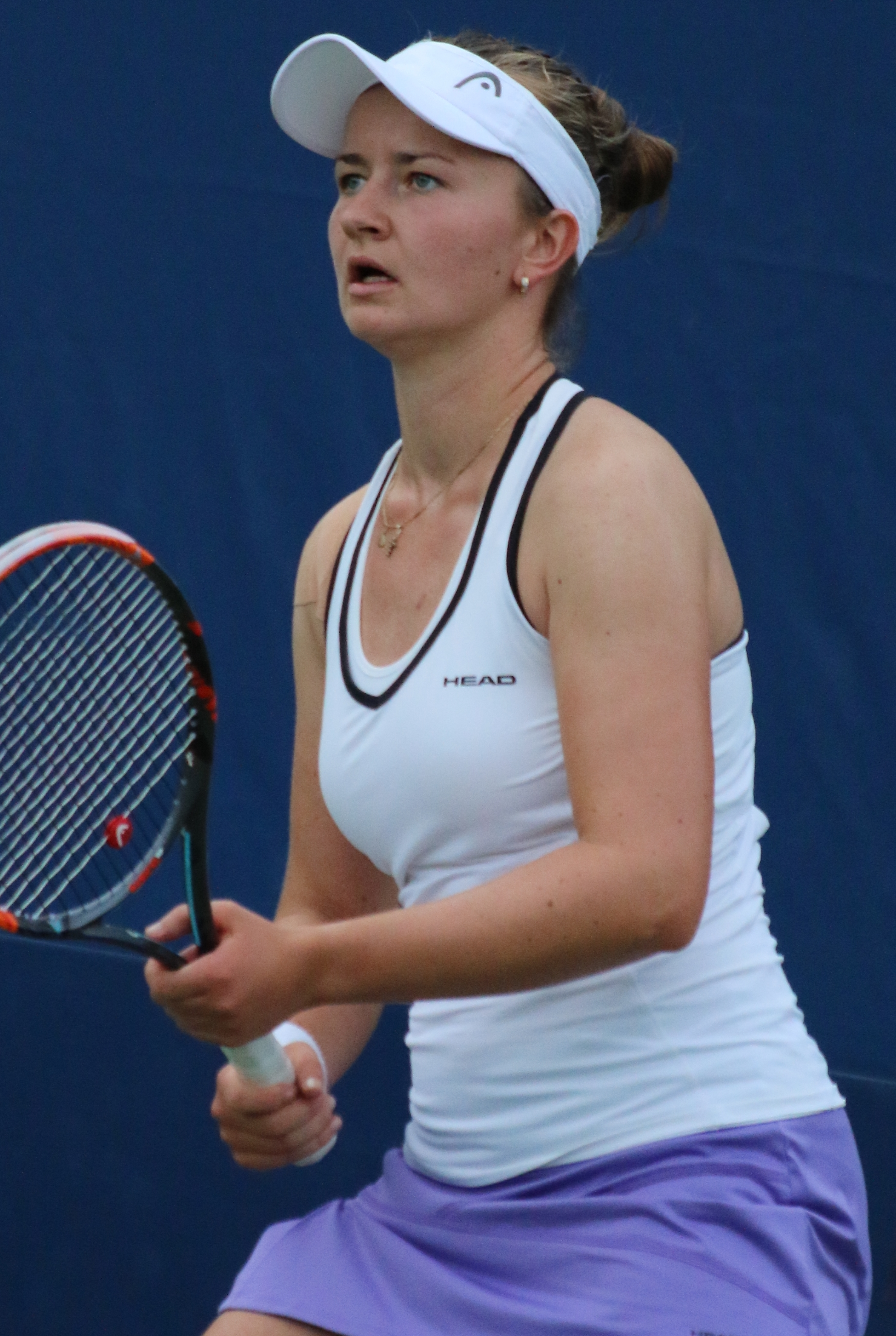
Ivančická tenistka Barbora Krejčíková ovládla ročník 2021 dominantním způsobem. V sezóně získala „double“ na French Open, se Siniakovou vyhrála čtyřhru na olympiádě i Turnaji mistryň a stala se světovou trojkou ve dvouhře a jedničkou ve čtyřhře

- Zlatý kanár: Barbora Krejčíková (Tenis Ivančice), 164 hlasů (ze 179 možných)
- Nejlepší český hráč: Jiří Lehečka (TK Agrofert Prostějov)
- Nejlepší česká hráčka: Barbora Krejčíková (Tenis Ivančice)
- Postup na žebříčku ATP: Jiří Lehečka (TK Agrofert Prostějov)
- Postup na žebříčku WTA: Barbora Krejčíková (Tenis Ivančice)
- Deblový pár roku: Barbora Krejčíková (Tenis Ivančice) a Kateřina Siniaková (TK Sparta Praha)
- Tým roku: mistryně světa do 16 let – vítězky Junior Billie Jean King Cupu (Nikola Bartůňková, Sára Bejlek, Brenda Fruhvirtová, kapitán David Škoch)
- Talent roku – chlapci: Jakub Menšík (TK Agrofert Prostějov)
- Talent roku – dívky: Brenda Fruhvirtová (TJ Spoje Praha)
- Nejlepší tenista na vozíčku: Michal Stefanu (Centrum tenisu na vozíku, Brno)
- Cena prezidenta ČTS: Jaroslav Tačner (první viceprezident ČTS, in memoriam)[26]

### 2022
- Zlatý kanár: Kateřina Siniaková (TK Sparta Praha), 100 hlasů (ze 162 možných)
- Nejlepší český hráč: Jiří Lehečka (TK Agrofert Prostějov)
- Nejlepší česká hráčka: Petra Kvitová (TK Sparta Praha)
- Postup na žebříčku ATP: Jiří Lehečka (TK Agrofert Prostějov)
- Postup na žebříčku WTA: Marie Bouzková (TK Sparta Praha)
- Talent roku – chlapci: Maxim Mrva (TK Agrofert Prostějov)
- Talent roku – dívky: Alena Kovačková (TK Sparta Praha)
- Deblový pár roku: Barbora Krejčíková (Tenis Ivančice), Kateřina Siniaková (TK Sparta Praha)
- Tým roku: Mistryně světa do 14 let – Alena Kovačková, Laura Samsonová (obě TK Sparta Praha), Eliška Forejtková (TK Slavia Plzeň), kapitánka Petra Cetkovská
- Senior roku: Barbora Koutná (Baník Ostrava OKD)
- Nejlepší tenista na vozíčku: Tomáš Svášek (Brandýs nad Labem)
- Cena prezidenta ČTS: Jana Strnisková, Daniel Vacek
- Cena čtvrtstoletí prezidenta ČTS: fyzioterapeut Pavel Kolář[27][46]

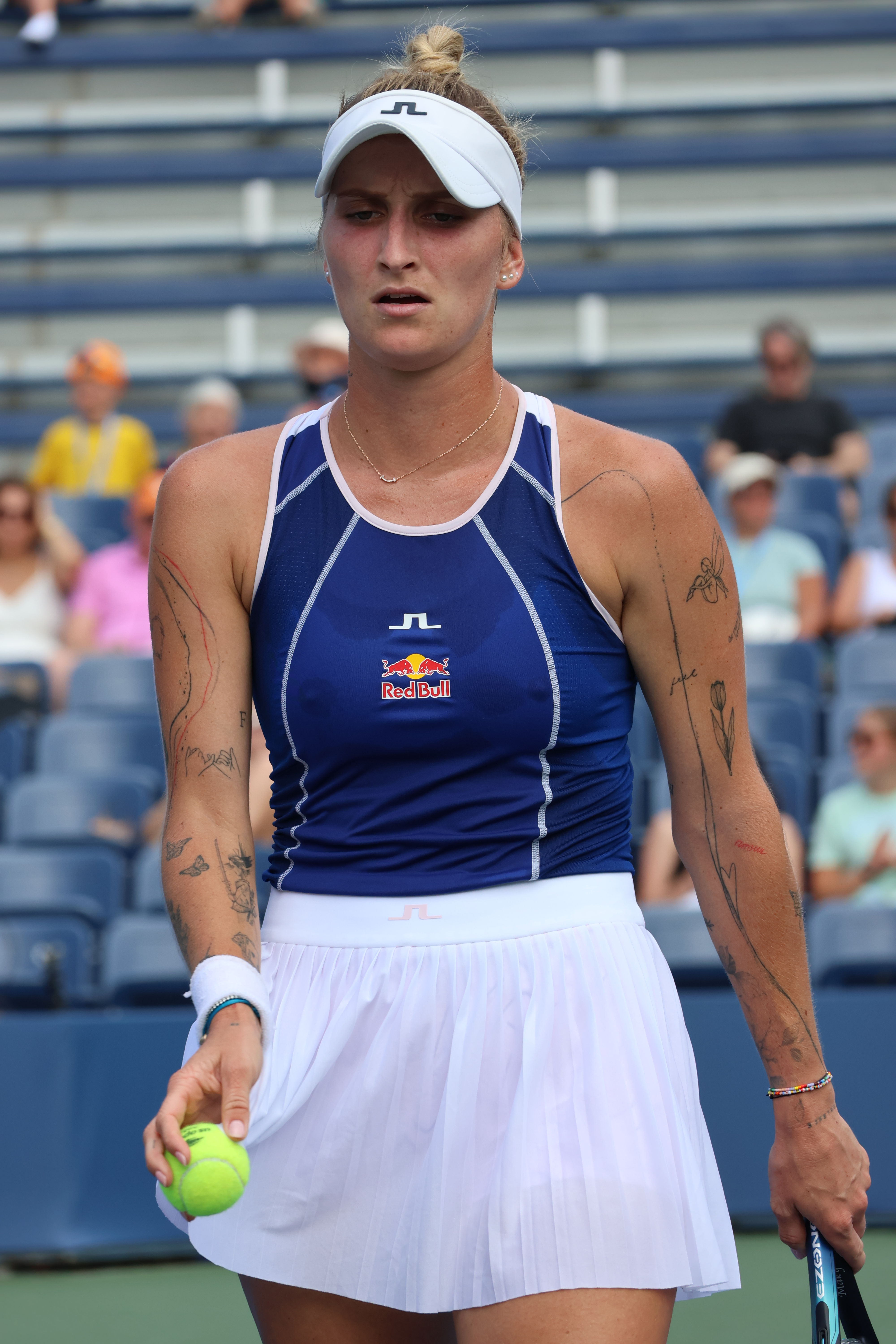
Markéta Vondroušová se díky zisku wimbledonského titulu stala prvním celkovým vítězem z I. ČLTK Praha

### 2023
- Zlatý kanár: Markéta Vondroušová (I. ČLTK Praha), 168 hlasů (ze 175 možných)
- Nejlepší český hráč: Jiří Lehečka (TK Agrofert Prostějov)
- Nejlepší česká hráčka: Markéta Vondroušová (I. ČLTK Praha)
- Postup na žebříčku ATP: Jakub Menšík (TK Agrofert Prostějov)
- Postup na žebříčku WTA: Karolína Muchová (I. ČLTK Praha)
- Deblista/Deblistka roku: Kateřina Siniaková (TK Sparta Praha)
- Tým roku: Daviscupový tým (Jiří Lehečka, Tomáš Macháč, Jakub Menšík, Adam Pavlásek)
- Talent roku – chlapci: Maxim Mrva (TK Agrofert Prostějov)
- Talent roku – dívky: Laura Samsonová (TK Sparta Praha)
- Senior roku: Jiří Prutyszyn (I. NTC Olomouc)
- Nejlepší tenista na vozíčku: Jiří Gregor (Sokol Bedřichov)
- Cena prezidenta ČTS: Miroslav Máslo a Josef Čihák
- Cena prezidenta ČTS za oddanost a věrnost tenisu: Petr Huťka[28]

### 2024
- Zlatý kanár: Barbora Krejčíková  (Tenis Ivančice), 134 hlasů (ze 165 možných)
- Nejlepší český tenista: Tomáš Macháč  (TK Agrofert Prostějov)
- Nejlepší česká tenistka: Barbora Krejčíková (Tenis Ivančice)
- Postup na žebříčku ATP: Jakub Menšík  (TK Agrofert Prostějov)
- Postup na žebříčku WTA: Linda Nosková  (TK Precheza Přerov)
- Deblista/deblistka roku: Kateřina Siniaková  (TK Sparta Praha)
- Talent roku – chlapci: Pavel Oliver Dufek (TK Agrofert Prostějov)
- Talent roku – dívky: Laura Samson  (TK Sparta Praha)
- Tým roku: Mistryně světa a Evropy do 14 let: Jana Kovačková, Laura Chlumská a Kateřina Zajíčková (všechny TK Sparta Praha), kapitánka Petra Cetkovská
- Senior roku: Jana Sedláčková (TK LTC Michle)
- Nejlepší tenista na vozíčku: Tomasz Jochymek (Centrum tenisu na vozíku Brno)
- Cena ČTS: Jaroslav Navrátil (kapitán českého daviscupového týmu v letech 2006–2024)[3]